# Square Roger-Stéphane
 (janvier 2023).
Si vous disposez d'ouvrages ou d'articles de référence ou si vous connaissez des sites web de qualité traitant du thème abordé ici, merci de compléter l'article en donnant les références utiles à sa vérifiabilité et en les liant à la section « Notes et références ».
Le square Roger-Stéphane (appelé square Récamier de son inauguration en 1933 au 22 octobre 2008) est un espace vert du 7e arrondissement de Paris.

## Situation et accès
Le square est accessible par le 7 rue Juliette-Récamier.
Il est desservi par la ligne 4 à la station Saint-Sulpice et par les lignes 10 et 12 à la station Sèvres - Babylone.

## Origine du nom
Il porte le nom du journaliste et résistant Roger Stéphane (1919-1994).

## Historique

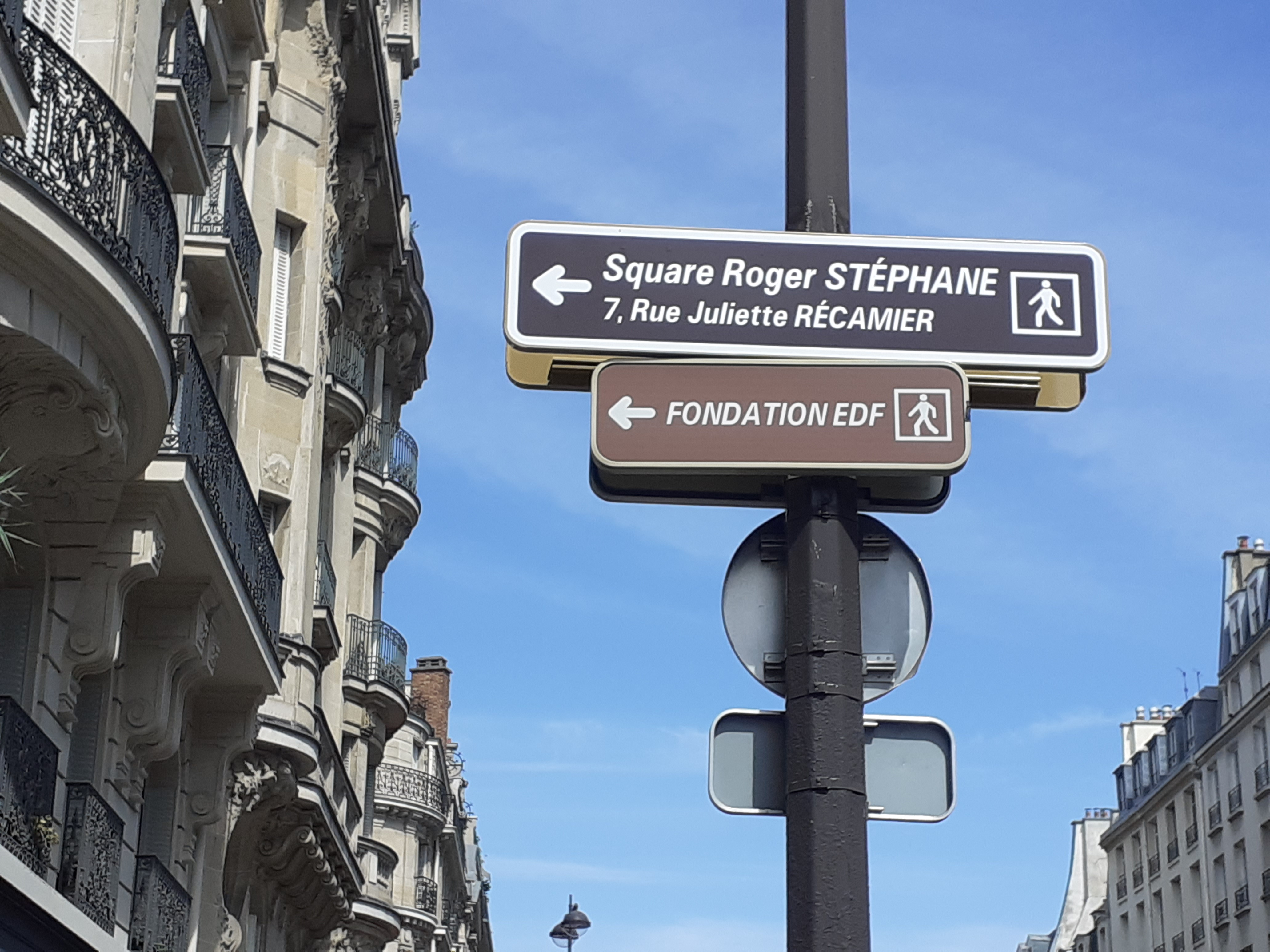
Panneau de signalisation du square, situé rue de Sèvres.

Le square, d'une surface de 1 438 m2, est inauguré en 1933 sous le nom de « square Récamier », du nom de la rue qui y mène, la rue Juliette-Récamier, qui rend hommage à Juliette Récamier. La rue porte ce nom parce qu'elle s'étend sur le terrain où se trouvait autrefois le couvent de l'abbaye-aux-Bois, où Juliette Récamier s'était retirée pour terminer ses jours.
Il est rebaptisé par le maire de Paris Bertrand Delanoë le 22 octobre 2008 à l'issue d'un long débat entre la mairie centrale et les riverains, qui étaient hostiles au changement de nom et appuyés par un avis négatif (no 2007-164) du conseil d'arrondissement présidé par Michel Dumont. 
Il n'a guère été modifié depuis, seule la perspective a été fermée par la construction d'immeubles, derrière, dans les années 1970.

## Description
Le square Roger-Stéphane est situé au bout du cul-de-sac de la rue Juliette-Récamier, entre deux immeubles haussmanniens.
Il se présente comme un jardin aux terrasses fleuries de lilas japonais. On y trouve une fontaine, un bassin en cascade, un immense hêtre pleureur, des plantes telles que des rhododendrons, des magnolias, des pervenches, des chèvrefeuilles, des bruyères dans une architecture vallonnée.

Vues du square
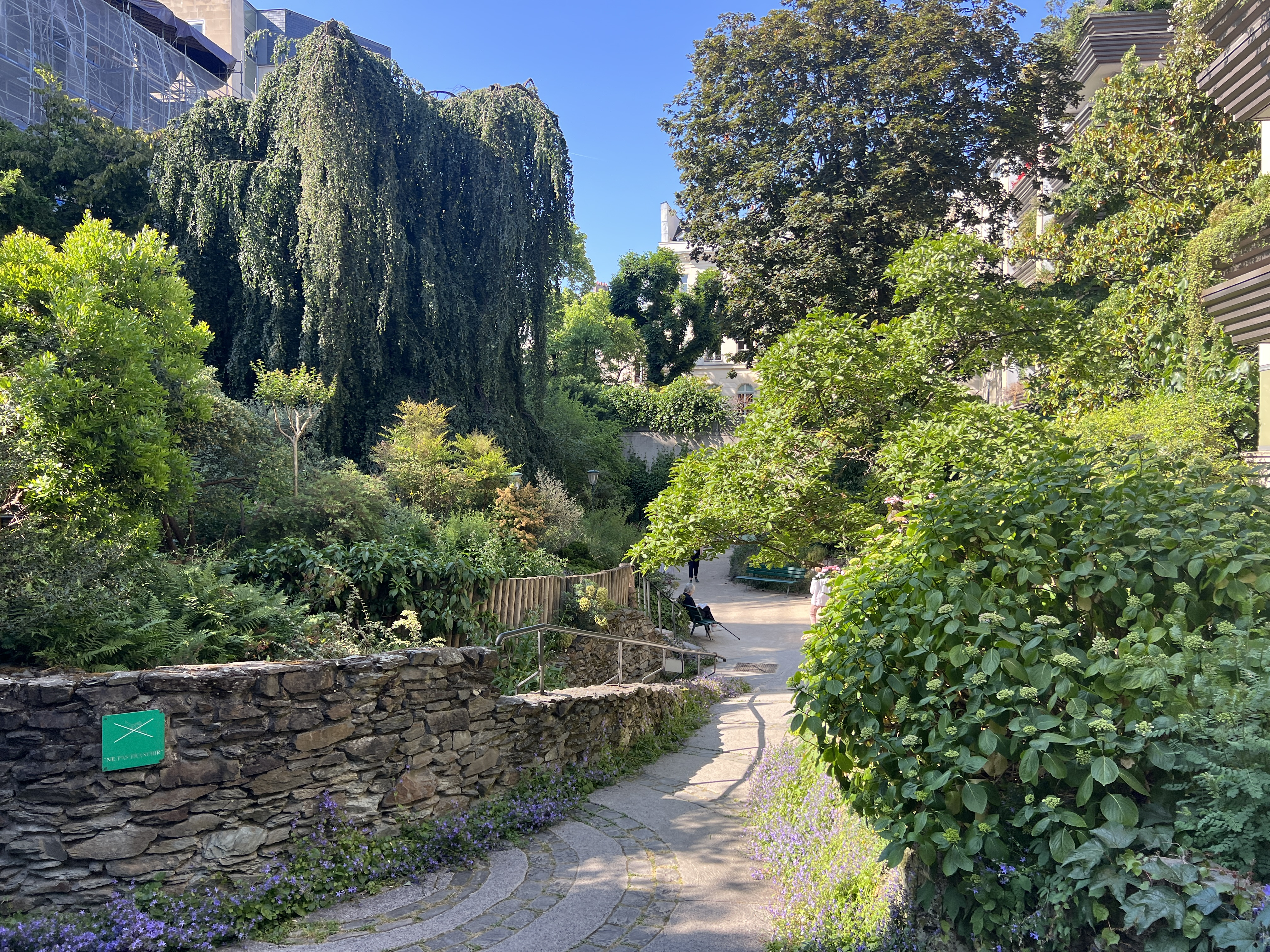
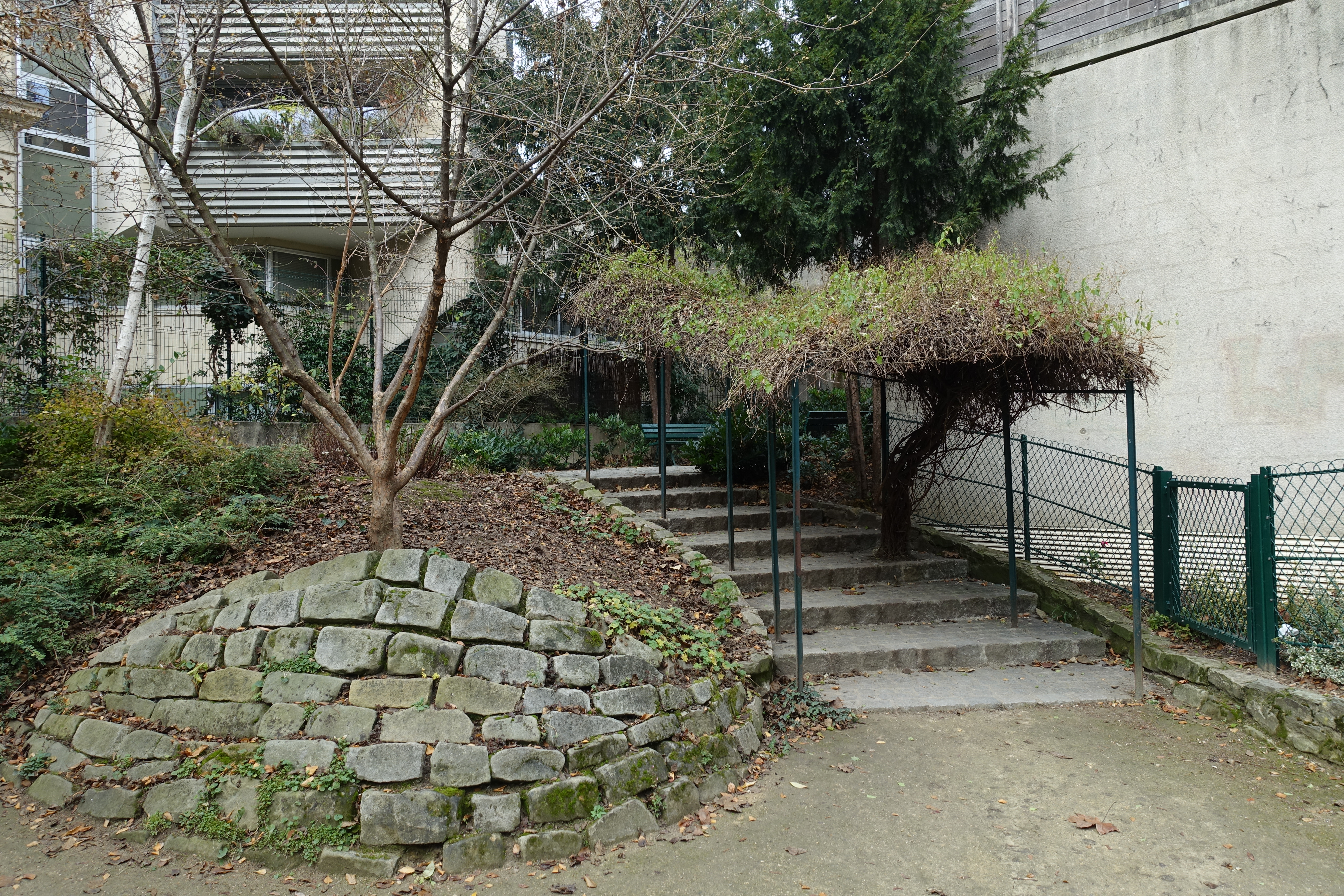
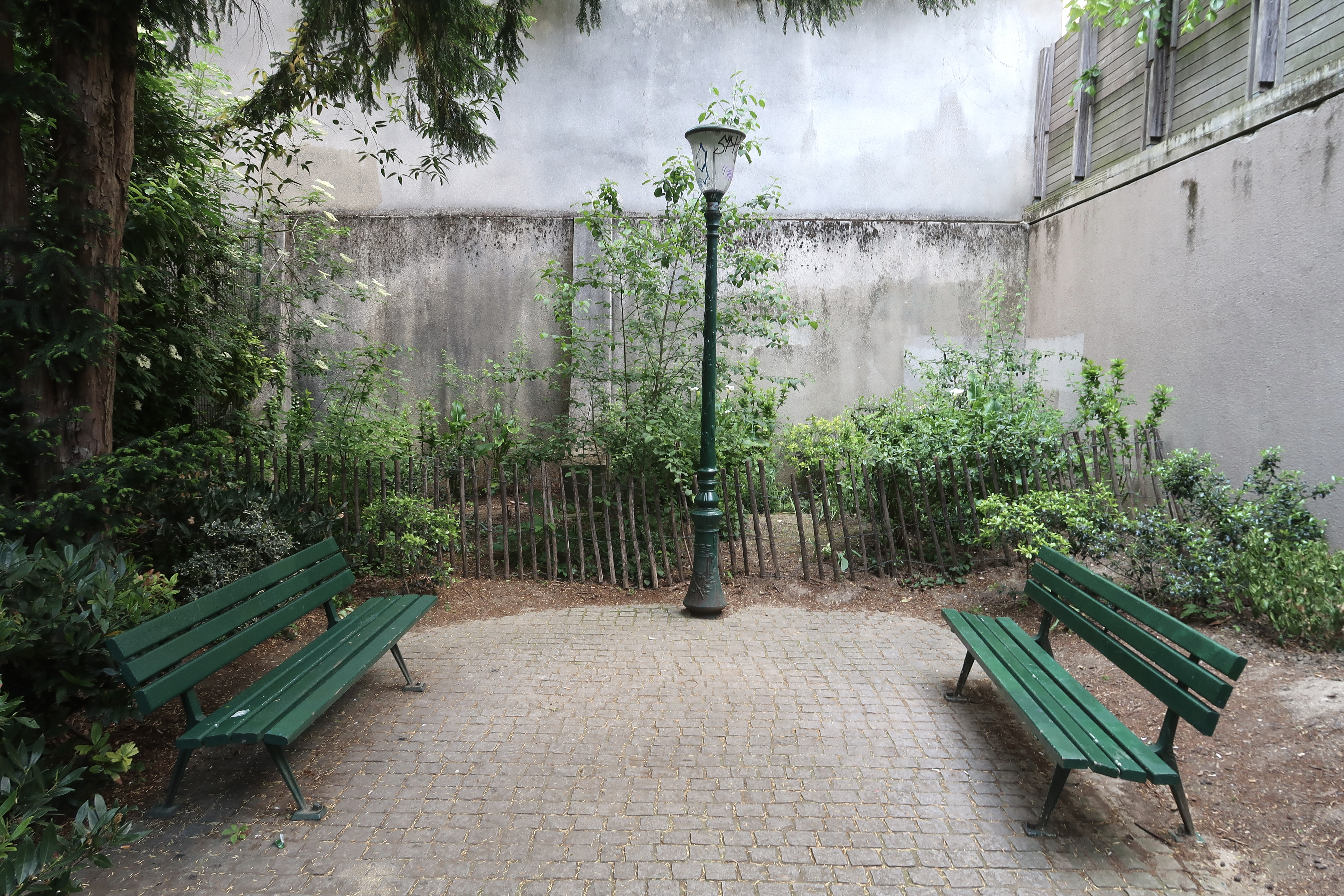